# فیلترینگ هوشمند اینترنت
فیلترینگ هوشمند سامانه‌ای پیشنهادی در ایران بود که برای حذف محتوای نامناسب در اینترنت پیشنهاد شد و قرار بود به صورت خودکار بخش‌های نامناسب از محتوای تبادل شده در اینترنت را تشخیص داده، و آن‌ها را حذف نماید. ایجاد این سامانه پس از درخواست قوه قضائیه برای مسدود کردن نرم‌افزارهای ارتباطی که قوانین ایران را نقض می‌کردند، از سوی دولت به عنوان جایگزینی برای مسدودسازی این نرم‌افزارها مطرح گردید. این طرح از آغاز به دلایل فنی از جمله رمزنگاری مورد استفاده در نرم‌افزارهای ارتباطی با انتقادات جدی مواجه و از سوی کارشناسان ناممکن دانسته شد، اما وزارت ارتباطات با سرمایه‌گذاری ۲۰۰ میلیارد تومانی تلاش کرد این طرح را عملی کند. مطابق برنامه‌ریزی اعلام شده توسط وزارت ارتباطات، این سامانه باید در پایان خرداد سال ۱۳۹۴ به بهره‌برداری می‌رسید، اما با توجه به عدم امکان فنی پیاده‌سازی، ایجاد این سامانه محقق نشد. 

## تاریخچه
در انتخابات سال ۱۳۹۲، یکی از ارکان اصلی پیروزی حسن روحانی، استفاده مؤثر هواداران او از شبکه‌های اجتماعی مانند فیس‌بوک، گوگل+، توییتر و دیگر پلتفرم‌ها بود. حسن روحانی به‌طور رسمی در توییتر و فیس‌بوک حساب کاربری ایجاد کرد و از طریق آن توانست موجی از هواداران را در فضای مجازی جذب کند. این حضور مورد توجه رسانه‌های جهانی قرار گرفت و حتی مالک توییتر در گفت‌وگویی توئیتری، ورود روحانی به این شبکه اجتماعی را خوش‌آمد گفته و آن را الهام‌بخش خوانده بود.
پس از انتخاب روحانی به‌عنوان رئیس‌جمهور، دولت با دستور قضائی برای مسدودسازی نرم‌افزارهای ارتباطی که قوانین ایران را نقض می‌کردند، مواجه شد. اما با توجه به اهمیت شبکه‌های اجتماعی اینترنتی برای دولت و وعده‌ای که برای حفظ آن‌ها داده بود، مفهومی به نام «فیلترینگ هوشمند» به‌عنوان جایگزینی برای مسدودسازی سایت‌ها و شبکه‌های اجتماعی مطرح شد.
وزیر فرهنگ و ارشاد اسلامی، علی جنتی، در مصاحبه‌ای در دی‌ماه ۱۳۹۳ اعلام کرد که دستور فیلتر لاین، تانگو و واتس‌آپ فعلاً اجرا نمی‌شود. به‌طور کلی، نظر رئیس‌جمهور این بود که شبکه‌های اجتماعی پرمخاطب نباید مسدود شوند. جنتی در توضیح نظر روحانی گفت:
«اگر استفاده از این نرم‌افزارها وجود دارد، باید با استفاده از روش‌های هوشمند، موارد زیانبخش را فیلتر کنیم، اما اینکه یک بزرگراه را مسدود کنیم به‌دلیل تخلف دو بزرگوار، اشتباه است.»
دولت در طرح فیلترینگ هوشمند پیش‌بینی کرده بود که این سامانه، به‌جای مسدود کردن تمام آدرس یک صفحه، تنها بخش‌هایی از آن را مسدود کند و دسترسی به سایر صفحات آزاد باشد. همچنین در طرح اولیه، پیش‌بینی شده بود که میان دسترسی‌های افراد تمایزاتی ایجاد شود و سطح دسترسی آن‌ها متناسب با سن، شغل و تخصصشان تعیین شود. برای اجرای این عملکرد، تشخیص هویت افراد ضروری بود.
این طرح از ابتدا به دلیل مشکلات فنی، از جمله رمزنگاری استفاده‌شده در نرم‌افزارهای ارتباطی، با انتقادات جدی روبه‌رو شد و بسیاری آن را ناممکن دانستند. اما در نهایت، وزارت ارتباطات با سرمایه‌گذاری ۲۰۰ میلیارد تومانی تلاش کرد این طرح را عملیاتی کند. محمود واعظی، وزیر ارتباطات، در آبان ۱۳۹۳ اعلام کرد که با دستور رئیس‌جمهور حسن روحانی، طرح فیلترینگ هوشمند در سه مرحله به اجرا در خواهد آمد؛ فاز اول یک ماه، فاز دوم سه ماه و فاز سوم شش ماه طول خواهد کشید.
با این حال، پس از گذشت نزدیک به یک سال و نیم از آغاز طرح، علی‌اصغر عمیدیان، معاون وزیر ارتباطات، از بررسی فیلترینگ هوشمند و انعقاد قرارداد ۱۱۰ میلیارد تومانی در این رابطه خبر داد. وزیر ارتباطات نیز اعلام کرد که «اجرای این طرح بستگی به کار دانشگاه‌ها در این زمینه دارد و زمان خاصی برای این موضوع پیش‌بینی نشده است.»

## امکان‌پذیری فنی طرح
سازمان ناسودبر بین‌المللی بنیاد مرزهای الکترونیکی (EFF)، که در زمینه آزادی‌های شخصی و حریم خصوصی در رسانه‌های دیجیتال فعالیت می‌کند، نرم‌افزارهای ارتباطی را از نظر ویژگی‌هایی مانند رمزگذاری پیام‌ها مورد بررسی قرار داده است. نتیجه بررسی EFF که در این گزارش اعلام شده، نشان می‌دهد که بیشتر نرم‌افزارهای ارتباطی مانند وایبر، اینستاگرام، پیام‌رسان گوگل، فیس‌بوک و تلگرام ارتباطات خود را رمزگذاری می‌کنند. بنابراین، وزارت ارتباطات ایران نمی‌تواند پیام‌های رد و بدل‌شده را از نظر محتوایی بررسی کند و به این ترتیب، انجام فیلترینگ هوشمند در این نرم‌افزارها ممکن نیست.
وضعیت رمزگذاری در برخی نرم‌افزارهای ارتباطی و سرویس‌های تحت وب را می‌توان به صورت زیر خلاصه نمود:
| نام سرویس  | رمزگذاری ارتباط نرم‌افزار پیام‌رسان | رمزگذاری ارتباطات وب | رمزگذاری وبگاه عمومی نرم‌افزار | وضعیت دسترسی در ایران |
| ---------- | --------------------------------- | -------------------- | ----------------------------- | --------------------- |
| تلگرام     | ✔                                 | ✔                    | ✔                             | فیلتر شده             |
| وایبر      | ✔                                 | ✔                    | ✔                             | فیلتر شده             |
| فیس‌بوک     | ✔                                 | ✔                    | ✔                             | فیلتر شده             |
| گوگل پلاس  | ✔                                 | ✔                    | ✔                             | فیلتر شده             |
| واتس‌اپ     | ✔                                 | ✔                    | ✔                             | در دسترس              |
| توییتر     | ✔                                 | ✔                    | ✔                             | فیلتر شده             |
| تامبلر     | ✔                                 | ✔                    | ✔                             | فیلتر شده             |
| لینکدین    | ✔                                 | ✔                    | ✔                             | در دسترس              |
| فلیکر      | ✔                                 | ✔                    | ✔                             | فیلتر شده             |
| بلاگر      | ✔                                 | ✔                    | ✔                             | فیلتر شده             |
| وردپرس     | ✔                                 | ✔                    | ✔                             | تحریم شده             |
| یوتیوب     | ✔                                 | ✔                    | ✔                             | فیلتر شده             |
| اینستاگرام | ✔                                 | ✔                    | ✔                             | فیلتر شده             |
| تیک تاک    | ✔                                 | ✔                    | ✔                             | فیلتر شده             |

وزارت ارتباطات با توجه به اختیاری بودن رمزگذاری در ارتباطات وب اینستاگرام، طرح فیلترینگ هوشمند را روی این شبکه آغاز کرد و برخی از صفحات آن از دسترس خارج شدند. مدتی پس از این اقدام، آسوشیتد پرس گزارش داد که اینستاگرام شروع به رمزگذاری ارتباطات بین گوشی‌های هوشمند و سرورهای این شرکت کرده است و تقریباً ۹۸۳ صفحه مربوط به خوانندگان و بازیگران غربی که پیش‌تر مسدود شده بودند، باز شده‌اند و تمامی صفحات اینستاگرام در دسترس هستند.
آنچه تاکنون انجام گرفته، پردازش تصویرهای تبادل‌شده و تشخیص برخی تصاویر هرزه‌نگاری به‌صورت تقریبی بوده است. این شامل تمامی تصاویری که مطابق قوانین ایران نامناسب تلقی می‌شوند، نمی‌شود. وبگاه اینترنتی رادیو زمانه نمونه‌هایی از تصاویری که در ایران نامناسب تلقی می‌شوند را به یک نرم‌افزار خارجی تشخیص‌دهنده هرزه‌نگاری داده و نشان داده است که این نرم‌افزارها، که بر اساس تشخیص رنگ پوست انسان عمل می‌کنند، برای تشخیص تصاویر نامناسب کارایی ندارند و صرفاً برای جلوگیری از تصاویر کاملاً عریان قابل استفاده هستند. این وبگاه نتیجه بررسی‌اش را در مطلبی با عنوان «فیلترینگ هوشمند، رؤیای امنیتی ناتمام» چنین بیان کرده است: «الگوی مورد نظر جمهوری اسلامی برای رتبه‌بندی تصاویر با الگوی عمومی که این نرم‌افزارها شناسایی می‌کنند تفاوت‌های بسیاری دارد.»
آقامیری، عضو کارگروه فیلترینگ، نتیجه فیلترینگ هوشمند اینستاگرام را این‌چنین بیان کرده است: «این پروژه زمانی که هنوز بحث HTTPS نبود و ارتباطات به بستر HTTP بود قابل اجرا بود، که با تغییر بستر به HTTPS اکنون پروژه دیگر کار نمی‌کند.» اعلام رسمی عدم توانایی فنی برای فیلترینگ هوشمند اینستاگرام این واقعیت را تأیید می‌کند که در شبکه‌های اجتماعی مبتنی بر وب که از پروتکل‌های ارتباطی رمزگذاری‌شده مانند HTTPS استفاده می‌کنند، امکان اجرای فیلترینگ هوشمند وجود ندارد. افزون بر این، در نرم‌افزارهای پیام‌رسان نظیر وایبر، اینستاگرام، پیام‌رسان گوگل، فیس‌بوک، تلگرام و سایر پیام‌رسان‌ها که ارتباطات خود را به‌طور کامل رمزگذاری می‌کنند، انجام فیلترینگ هوشمند اساساً ممکن نیست. تنها راه کنترل، قطع کامل دسترسی به این شبکه‌هاست.

## هزینهٔ طرح
مرتضی براری، معاون امور دولت، مجلس و استان‌ها در وزارت ارتباطات و فناوری اطلاعات، در مهرماه ۱۳۹۴ سرمایه‌گذاری انجام‌شده برای فیلترینگ هوشمند در سال ۱۳۹۳ را ۲۰۰ میلیارد تومان اعلام کرد. علی اصغر عمیدیان، معاون وزیر ارتباطات و فناوری اطلاعات و رئیس سازمان تنظیم مقررات و ارتباطات رادیویی، در بهمن‌ماه ۱۳۹۴ مجموع مبلغ قراردادهای منعقد شده در زمینهٔ فیلترینگ هوشمند را بالغ بر ۱۱۰ میلیارد تومان اعلام نمود.
هزینهٔ گزاف انجام این طرح و بی‌اثر بودن آن، انتقاد برخی رسانه‌ها را برانگیخته است.

## مجریان طرح
روابط عمومی مرکز ملی فضای مجازی در مهر ۱۳۹۳، پژوهشکدهٔ فضای مجازی دانشگاه شهید بهشتی و سازمان تبلیغات اسلامی (مؤسسهٔ اطلاع‌رسانی تبیان) را به عنوان مجریان اولیه طرح معرفی کرده‌است. مسئول وقت هر دو مؤسسه، دکتر علیرضا طالب‌پور بوده‌است. طالب‌پور در مهر ۱۳۹۴ با حکم حجت‌الاسلام والمسلمین دکتر سید مهدی خاموشی، رئیس سازمان تبلیغات اسلامی کنار رفت و حجت‌الاسلام سید محمدرضا آقامیری جایگزین او شد. با این حال، او همچنان در هیئت‌مدیرهٔ تبیان حضور دارد.
یک سال و نیم پس از آغاز طرح و پس از ناکامی در دستیابی به اهداف تعیین‌شده، وزیر ارتباطات با دعوت همگانی به فیلترینگ هوشمند گفته: «امید است این موضوع توسط دانشگاهیان دنبال شود و در این کار هم هیچ محدودیت مالی نداریم». این سخن به لحاظ ابهامات دربارهٔ اصل طرح، هزینهٔ آن و عدم شفافیت در هدف‌گذاری مورد انتقاد رسانه‌ها قرار گرفته‌است.
معاون وزارت ارتباطات از همکاری ۱۱ دانشگاه در بررسی این طرح خبر داده‌است که این فعالیت موازی نیز با توجه به عدم امکان فنی اجرای طرح، به ابهامات در سرنوشت طرح دامن زده‌است.

## نتیجهٔ طرح
مطابق برنامه‌ریزی اعلام شده توسط وزارت ارتباطات، قرار بود سامانه فیلترینگ هوشمند در پایان خرداد سال ۱۳۹۴ به بهره‌برداری برسد. وزیر ارتباطات، محمود واعظی، در بهمن ۱۳۹۳ از پایان گرفتن مرحلهٔ نخست فیلترینگ هوشمند و آغاز مرحلهٔ دوم آن خبر داد. اینستاگرام به عنوان نخستین محل آزمایش فیلترینگ هوشمند معرفی شد، اما پس از مدتی کوتاه، اینستاگرام ارتباط بین گوشی‌های هوشمند و سرورهای این شرکت را رمزگذاری کرد و فیلترینگ هوشمند در عمل متوقف شد.
بنابر گفتهٔ وزیر ارتباطات، قرار بود نرم‌افزار فیلترینگ هوشمند صد در صد بومی باشد و طراحی آن در داخل انجام پذیرد. یکی از دلایلی که تا به امروز این طرح اجرایی نشده‌است، دشواری طراحی بومی آن بوده‌است. با این حال، با توجه به رمزگذاری داده‌های تبادل‌شده در نرم‌افزارهای ارتباطی، به لحاظ فنی امکان پیاده‌سازی این سامانه وجود ندارد و پس از گذشت ۱۵ ماه، ایجاد این سامانه محقق نشده‌است.

روزنامهٔ فناوران، نشریهٔ تخصصی در حوزهٔ فناوری اطلاعات، دربارهٔ ادعاهای متناقض مسئولین وزارت ارتباطات و فناوری اطلاعات چنین نوشته‌است:
آقای وزیر سال گذشته گفت فیلترینگ هوشمند در سه فاز اجرا خواهد شد. پایان فاز اول را هم بعد از مدتی خبر داد و گفت وارد فاز دوم شدیم. بعد آمد گفت قرار است مناقصهٔ فیلترینگ برگزار کنیم تا این پروژه اجرا شود. بعد آمد گفت از دانشگاه‌ها دعوت کردیم پژوهش کنند. من این سیر اطلاع‌رسانی و عملکرد آقای وزیر را رصد کردم و به این نتیجه رسیدم که ایشان برای ما تست آلزایمر گذاشته. خبر را مثل سیب می‌چرخاند و هی یک گام به عقب می‌رود ببیند ما یادمان هست که فاز اول این پروژه اجرا شده بود یا خیر؟ ایشان قطعاً می‌خواهند دقت ما را بسنجند ببینند برای ما سؤال پیش می‌آید که پروژه‌ای که فاز اولش اجرا شده و به گفته معاون ایشان ۱۱۰ میلیارد تومان هم پول بالایش رفته، چطور دوباره به مناقصه و دعوت به همکاری گذاشته می‌شود؟
این نشریه سپس در مطلبی دیگر نتیجهٔ طرح را چنین توصیف می‌کند: «اکنون فیلترینگ هوشمند به پروژه‌ای تبدیل شده که آیندهٔ آن مبهم است و نه زمان مشخصی برای پایان آن تعیین شده و نه کسی مسئولیت آن را برعهده می‌گیرد».